# Zonoscope
Zonoscope é o terceiro álbum de estúdio da banda australiana Cut Copy. O álbum foi lançado a 4 de Fevereiro de 2011 pela editora Modular Recordings.
Esteve nomeado para um Grammy Award.

## Faixas
1. Need You Now
2. Take Me Over
3. Where I'm Going
4. Pharaohs & Pyramids
5. Blink And You'll Miss A Revolution
6. Strange Nostalgia For The Future
7. This Is All We've Got
8. Alisa
9. Hanging Onto Every Heartbeat
10. Corner Of The Sky
11. Sun God